# Campeonato Peruano de Futebol de 2022 – Primeira Divisão
A Liga 1 2022 (oficialmente conhecida como Liga 1 Betsson 2022 por questões de patrocínio) foi a 106ª edição da principal divisão do futebol peruano e a quarta com o nome de Liga 1. A competição está a cargo da Federação Peruana de Futebol, entidade máxima do futebol no Peru, que organiza e controla o desenvolvimento do torneio através do Comitê Organizador de Competições.
O Alianza Lima foi o vencedor da competição.
A competição teve início em 4 de fevereiro de 2022, e, se encerrou no dia 13 de novembro de 2022, antes da Copa da Mundo de 2022.
A princípio, a edição deveria ter 18 times, mas devido a uma resolução do Tribunal de Arbitragem Peruano acerca da restituição dos pontos do time Cusco, a Federação Peruana de Futebol mudou o regulamento da temporada para conter 19 times.

## Regulamento

### Sistema de disputa
Depois de 2 anos com uma fase de todos contra todos, e outra com 2 grupos, volta o sistema de dois torneios descentralizados. Com um formato similar à temporada de 2019, será da seguinte maneira:
- Nos torneios, chamados Apertura e Clausura, se jogará um sistema de todos contra todos durante 19 rodadas. O time que terminar em primeiro lugar será o campeão.[3]

### Definição do título
Para definir o título do campeonato, os vencedores dos torneios Apertura e Clausura junto com os dois primeiros times colocados na Tabela de classificação geral, seguindo as seguintes considerações:
- Se os campeôes do Apertura e do Clausura, e os 2 primeiros do acumulado são equipes diferentes, ocorrerá a disputa com semifinais e final.
- Se um time ganhar o Apertura ou o Clausura, e estiver entre os 2 primeiros do acumulado, ela se classifica diretamente para a final. Seu rival será decidido entre o outro ganhador de um dos torneios e a outra equipe do acumulado.
- Se as equipes ganhadoras dos torneios também forem as 2 primeiras do acumulado, ocorrerá somente a decisão final entre os dois times.
- Se um time vencer ambos os torneios, será automaticamente o campeão nacional

### Vagas em competições internacionais
A Federação Peruana de Futebol tem direito a 8 vagas para os torneios internacionais, que se distribuem da seguinte forma:

#### Copa Libertadores da América de 2023
- Perú 1: Campeão da Liga 1
- Perú 2: Vice-campeão da Liga 1
- Perú 3: Tercerio lugar da Liga 1
- Perú 4: Quarto lugar da Liga 1

#### Copa Sul-Americana de 2023
- Perú 1: Quinto lugar da Liga 1
- Perú 2: Sexto lugar da Liga 1
- Perú 3: Sétimo lugar da Liga 1
- Perú 4: Oitavo lugar da Liga 1

### Rebaixamento para a Liga 2
Ao final do torneio, as equipes que ocuparem a 18° e 19° colocação na tabela geral serão rebaixados de divisão e disputarão a Liga 2 2023. O time que ocupar a 17° colocação jogará uma chave de revalidação contra o vice-campeão da Liga 2 2022, para definir se irá se manter na divisão ou se será rebaixado.

## Participantes
Um total de 19 equipes competem na liga: as 16 primeiras classificadas na tabela acumulada da Liga 1 2021, a campeã da Liga 2 2021, a vice-campeã da Liga 2 2021 e a campeã da Copa Peru 2021.
Devido à uma decisão do Tribunal de Arbitragem Peruano, a equipes Cusco foi reibaxada para a Liga 2 2022, e os times Binacional e Universidad San Martín permaneceram na primeira divisão.
| Clube         | Promovido como                                        |
| ------------- | ----------------------------------------------------- |
| Atlético Grau | Campeão da Liga 2 2021                                |
| Carlos Stein  | Vice-campeão da Liga 2 2021 e vencedor da repescagem. |
| ADT           | Campeão da Copa Peru de 2021                          |

| Club                | Rebaixado como                   |
| ------------------- | -------------------------------- |
| Cusco               | 17.º na tabela acumulada de 2021 |
| Alianza Universidad | 18.º na tabela acumulada de 2021 |

### Informações dos clubes
| Time                      | Cidade     | Região      | Estádio (mando)                | Capacidade | Títulos (último)    |
| ------------------------- | ---------- | ----------- | ------------------------------ | ---------- | ------------------- |
| ADT                       | Tarma      | Junín       | Estádio Huancayo               | 20 000     | 0 (nenhum)          |
| Alianza Atlético          | Sullana    | Piura       | Estádio Melanio Coloma         | 4 000      | 0 (nenhum)          |
| Alianza Lima              | Lima       | Lima        | Alejandro Villanueva           | 35 000     | 24 (Atual campeão)  |
| Atlético Grau             | Piura      | Piura       | Estádio Miguel Grau            | 7 000      | 0 (nenhum)          |
| Ayacucho                  | Ayacucho   | Ayacucho    | Ciudad de Cumaná               | 12 000     | 0 (nenhum)          |
| Binacional                | Juliaca    | San Román   | Guillermo Briceño Rosamedina   | 20 030     | 1 (2019)            |
| Cantolao                  | Callao     | Callao      | Miguel Grau                    | 17 000     | 0 (nenhum)          |
| Carlos A. Mannucci        | Trujillo   | La Libertad | Mansiche                       | 25 000     | 0 (nenhum)          |
| Carlos Stein              | Lambayeque | Lambayeque  | César Flores Marigorda         | 7 000      | 0 (nenhum)          |
| Cienciano                 | Cusco      | Cusco       | Inca Garcilaso de la Vega      | 42 056     | 0 (nenhum)          |
| Deportivo Municipal       | Lima       | Lima        | Iván Elías Moreno              | 10 000     | 4 (último em 1950)  |
| Melgar                    | Arequipa   | Arequipa    | Monumental de la UNSA          | 60 000     | 2 (último em 2015)  |
| Sport Boys                | Callao     | Callao      | Miguel Grau                    | 17 000     | 6 (último em 1984)  |
| Sport Huancayo            | Huancayo   | Junín       | Huancayo                       | 20 000     | 0 (nenhum)          |
| Sporting Cristal          | Lima       | Lima        | Alberto Gallardo               | 11 600     | 20 (2020)           |
| Universidad César Vallejo | Trujillo   | La Libertad | Mansiche                       | 25 000     | 0 (nenhum)          |
| Universidad San Martín    | Lima       | Lima        | Estádio Universidad San Marcos | 32 000     | 3 (último em 2010)  |
| Universitario             | Lima       | Lima        | Monumental                     | 80 093     | 26 (último em 2013) |
| UTC                       | Cajamarca  | Cajamarca   | Héroes de San Ramón            | 18 000     | 0 (nenhum)          |

## Torneo Apertura
| Pos | Equipe                    | Pts | J  | V  | E | D  | GP | GC | SG  | Qualification                                                                |
| --- | ------------------------- | --- | -- | -- | - | -- | -- | -- | --- | ---------------------------------------------------------------------------- |
| 1   | Melgar                    | 41  | 18 | 13 | 2 | 3  | 23 | 11 | +12 | Classificação para os Playoffs e para a Copa Libertadores da América de 2023 |
| 2   | Sport Huancayo            | 40  | 18 | 12 | 4 | 2  | 35 | 18 | +17 |                                                                              |
| 3   | Sporting Cristal          | 38  | 18 | 11 | 5 | 2  | 35 | 20 | +15 |                                                                              |
| 4   | Alianza Lima              | 33  | 18 | 10 | 3 | 5  | 28 | 16 | +12 |                                                                              |
| 5   | Cienciano                 | 32  | 18 | 9  | 5 | 4  | 37 | 22 | +15 |                                                                              |
| 6   | Binacional                | 31  | 18 | 10 | 1 | 7  | 24 | 19 | +5  |                                                                              |
| 7   | Universidad César Vallejo | 30  | 18 | 8  | 6 | 4  | 25 | 15 | +10 |                                                                              |
| 8   | Alianza Atlético          | 30  | 18 | 9  | 3 | 6  | 26 | 27 | −1  |                                                                              |
| 9   | Universitario             | 28  | 18 | 8  | 4 | 6  | 24 | 19 | +5  |                                                                              |
| 10  | Deportivo Municipal       | 25  | 18 | 7  | 4 | 7  | 30 | 36 | −6  |                                                                              |
| 11  | UTC                       | 20  | 18 | 6  | 2 | 10 | 29 | 32 | −3  |                                                                              |
| 12  | Carlos A. Mannucci        | 20  | 18 | 5  | 5 | 8  | 19 | 22 | −3  |                                                                              |
| 13  | Atlético Grau             | 18  | 18 | 4  | 6 | 8  | 20 | 23 | −3  |                                                                              |
| 14  | Sport Boys                | 18  | 18 | 5  | 3 | 10 | 17 | 32 | −15 |                                                                              |
| 15  | ADT                       | 16  | 18 | 3  | 7 | 8  | 14 | 24 | −10 |                                                                              |
| 16  | Cantolao                  | 15  | 18 | 4  | 3 | 11 | 18 | 32 | −14 |                                                                              |
| 17  | Universidad San Martín    | 15  | 18 | 4  | 3 | 11 | 21 | 37 | −16 |                                                                              |
| 18  | Carlos Stein              | 14  | 18 | 3  | 5 | 10 | 18 | 31 | −13 |                                                                              |
| 19  | Ayacucho                  | 12  | 18 | 3  | 3 | 12 | 25 | 32 | −7  |                                                                              |

#### Desempenho por rodada
Clubes que lideraram cada grupo ao final de cada rodada:
|          | 1ª  | 2ª  | 3ª  | 4ª  | 5ª  | 6ª  | 7ª  | 8ª  | 9ª  | 10ª | 11ª | 12ª | 13ª | 14ª | 15ª | 16ª | 17ª | 18ª |
| Apertura | UNI | UNI | HUA | HUA | AAS | AAS | MUN | BIN | MUN | CIE | HUA | AAS | HUA | MEL | MEL | MEL | MEL | MEL |

### Resultados
| Mandante \ Visitante      | ADT | AAS | ALI | CAG | AYA | BIN | CAN | CAM | STE | CIE | MUN | MEL | SBO | SHU | SPC | UCV | USM | UNI | UTC |
| ------------------------- | --- | --- | --- | --- | --- | --- | --- | --- | --- | --- | --- | --- | --- | --- | --- | --- | --- | --- | --- |
| ADT                       | —   | 1–2 | 1–1 | —   | 0–0 | —   | —   | —   | —   | —   | 2–3 | —   | 3–0 | 1–0 | 1–1 | 0–0 | —   | —   | 1–2 |
| Alianza Atlético          | —   | —   | 4–2 | —   | 2–1 | 2–0 | —   | 0–0 | —   | —   | 2–2 | 0–0 | 1–2 | —   | —   | —   | 3–1 | —   | 1–0 |
| Alianza Lima              | —   | —   | —   | 1–1 | 2–0 | —   | —   | 3–1 | 5–2 | 1_0 | —   | —   | —   | —   | 0–1 | 2–0 | —   | —   | 1–0 |
| Atlético Grau             | 4–1 | 1–2 | —   | —   | —   | —   | 1–0 | —   | —   | 1–2 | —   | —   | —   | 3–4 | 0–2 | 1–1 | —   | 0–1 | —   |
| Ayacucho                  | —   | —   | —   | 1–2 | —   | 2–3 | 1–2 | 2–2 | 2–1 | —   | —   | 0–1 | —   | 1–1 | —   | —   | 5–0 | 1–2 | 3–2 |
| Binacional                | 0–1 | —   | 1–0 | 1–1 | —   | —   | 5–0 | 2–1 | 3–0 | 3–2 | —   | 0–1 | —   | 1–0 | —   | —   | —   | 1–0 | —   |
| Cantolao                  | 3–0 | 1–3 | 1–2 | —   | —   | —   | —   | 3–2 | —   | —   | 0–2 | 0–1 | 0–1 | 0–2 | —   | —   | 2–2 | 0–3 | —   |
| Carlos A. Mannucci        | 1–1 | —   | —   | 1–0 | —   | —   | —   | —   | 1–0 | 0–2 | —   | —   | —   | 0–1 | 1–3 | 0–0 | —   | 0–0 | —   |
| Carlos Stein              | 0–0 | 0–1 | —   | 1–1 | —   | —   | 2–1 | —   | —   | 2–2 | —   | —   | —   | —   | 1–1 | 1–2 | —   | 2–1 | 2–0 |
| Cienciano                 | 0–0 | 5–0 | —   | —   | 3–1 | —   | 1–0 | —   | —   | —   | 4–2 | —   | 4–1 | —   | 0–1 | —   | 5–3 | —   | 3–2 |
| Deportivo Municipal       | —   | —   | 0–3 | 1–1 | 3–2 | 1–0 | —   | 1–0 | 1–1 | —   | —   | 1–3 | —   | 0–1 | —   | 1–4 | —   | 2–1 | —   |
| Melgar                    | 3–0 | —   | 1–0 | 1–0 | —   | —   | —   | 1–0 | 3–0 | 1–0 | —   | —   | —   | —   | —   | 1–0 | —   | 2–0 | —   |
| Sport Boys                | —   | —   | 0–0 | 2–1 | 1–0 | 1–3 | —   | 1–4 | 2–1 | —   | 1–2 | 0–1 | —   | 2–3 | —   | —   | —   | —   | —   |
| Sport Huancayo            | —   | 4–1 | 2–0 | —   | —   | —   | —   | —   | 2–1 | 3–3 | —   | 3–0 | —   | —   | 1–0 | 1–1 | —   | 2–0 | —   |
| Sporting Cristal          | —   | 1–0 | —   | —   | 3–2 | 1–0 | 2–2 | —   | —   | —   | 6–4 | 2–2 | 3–0 | —   | —   | —   | 4–1 | —   | 3–2 |
| Universidad César Vallejo | —   | 3–1 | —   | —   | 2–1 | 4–0 | 0–1 | —   | —   | 0–0 | —   | —   | 1–1 | —   | 2–0 | —   | 2–0 | —   | 3–1 |
| Universidad San Martín    | 2–0 | —   | 0–1 | 1–2 | —   | 0–1 | —   | 1–3 | 3–1 | —   | 1–1 | 2–0 | 2–0 | 1–1 | —   | —   | —   | —   | —   |
| Universitario             | 2–1 | 3–1 | 1–4 | —   | —   | —   | —   | —   | —   | 1–1 | —   | —   | 1–1 | —   | 1–1 | 3–0 | 3–0 | —   | 1–0 |
| UTC                       | —   | —   | —   | 0–0 | —   | 2–0 | 2–2 | 1–2 | —   | —   | 4–3 | 3–1 | 2–1 | 3–4 | —   | —   | 3–1 | —   | —   |

## Torneo Clausura
| Pos | Equipe                    | Pts | J  | V  | E | D  | GP | GC | SG  | Qualification                                                                |
| --- | ------------------------- | --- | -- | -- | - | -- | -- | -- | --- | ---------------------------------------------------------------------------- |
| 1   | Alianza Lima              | 42  | 18 | 13 | 3 | 2  | 31 | 10 | +21 | Classificação para os Playoffs e para a Copa Libertadores da América de 2023 |
| 2   | Sporting Cristal          | 41  | 18 | 12 | 5 | 1  | 39 | 17 | +22 |                                                                              |
| 3   | Atlético Grau             | 37  | 18 | 11 | 4 | 3  | 30 | 19 | +11 |                                                                              |
| 4   | Universitario             | 33  | 18 | 9  | 6 | 3  | 26 | 10 | +16 |                                                                              |
| 5   | Melgar                    | 33  | 18 | 10 | 3 | 5  | 31 | 18 | +13 |                                                                              |
| 6   | Universidad César Vallejo | 33  | 18 | 10 | 3 | 5  | 25 | 24 | +1  |                                                                              |
| 7   | UTC                       | 28  | 18 | 8  | 4 | 6  | 28 | 24 | +4  |                                                                              |
| 8   | Sport Huancayo            | 27  | 18 | 8  | 3 | 7  | 26 | 19 | +7  |                                                                              |
| 9   | Alianza Atlético          | 27  | 18 | 8  | 3 | 7  | 23 | 21 | +2  |                                                                              |
| 10  | Binacional                | 26  | 18 | 8  | 2 | 8  | 28 | 19 | +9  |                                                                              |
| 11  | Cienciano                 | 25  | 18 | 7  | 4 | 7  | 24 | 23 | +1  |                                                                              |
| 12  | ADT                       | 24  | 18 | 6  | 6 | 6  | 25 | 25 | 0   |                                                                              |
| 13  | Sport Boys                | 21  | 18 | 6  | 3 | 9  | 23 | 31 | −8  |                                                                              |
| 14  | Deportivo Municipal       | 20  | 18 | 5  | 5 | 8  | 20 | 29 | −9  |                                                                              |
| 15  | Cantolao                  | 19  | 18 | 4  | 7 | 7  | 19 | 22 | −3  |                                                                              |
| 16  | Ayacucho                  | 14  | 18 | 3  | 5 | 10 | 16 | 28 | −12 |                                                                              |
| 17  | Carlos A. Mannucci        | 13  | 18 | 3  | 4 | 11 | 13 | 33 | −20 |                                                                              |
| 18  | Carlos Stein              | 6   | 18 | 1  | 3 | 14 | 18 | 43 | −25 |                                                                              |
| 19  | Universidad San Martín    | 6   | 18 | 1  | 3 | 14 | 17 | 47 | −30 |                                                                              |

#### Desempenho por rodada
Clubes que lideraram cada grupo ao final de cada rodada:
|          | 1ª  | 2ª  | 3ª  | 4ª  | 5ª  | 6ª  | 7ª  | 8ª  | 9ª  | 10ª | 11ª | 12ª | 13ª | 14ª | 15ª | 16ª | 17ª | 18ª | 19ª |     |
| Clausura | BIN | ALI | ALI | ALI | ALI | CIE | CAG | SPC | CAG | SPC | SPC | SPC | SPC | SPC | SPC | SPC | ALI | ALI | ALI | ALI |

### Resultados
| Mandante \ Visitante      | ADT | AAS | ALI | CAG | AYA | BIN | CAN | CAM | STE | CIE | MUN | MEL | SBO | SHU | SPC | UCV | USM | UNI | UTC |
| ------------------------- | --- | --- | --- | --- | --- | --- | --- | --- | --- | --- | --- | --- | --- | --- | --- | --- | --- | --- | --- |
| ADT                       | —   | —   | —   | 1–1 | —   | 1–0 | 2–1 | 2–1 | 1–0 | 0–1 | —   | 1–1 | —   | —   | —   | —   | 4–1 | 1–1 | —   |
| Alianza Atlético          | 2–2 | —   | —   | 4–1 | —   | —   | 3–1 | —   | 2–1 | 1–0 | —   | —   | —   | 1–0 | 0–2 | 3–0 | —   | 2–2 | —   |
| Alianza Lima              | 2–0 | 1–0 | —   | —   | —   | 2–0 | 0–0 | —   | —   | —   | 4–1 | 2–0 | 3–1 | 1–0 | —   | —   | 5–0 | 0–2 | —   |
| Atlético Grau             | —   | —   | 1–2 | —   | 3–0 | 3–1 | —   | 2–1 | 0–0 | —   | 2–1 | 2–1 | 3–0 | —   | —   | —   | 1–0 | —   | 3–1 |
| Ayacucho                  | 1–2 | 2–0 | 0–1 | —   | —   | —   | —   | —   | —   | 0–1 | 1–1 | —   | 1–1 | —   | 0–1 | 0–1 | —   | —   | —   |
| Binacional                | —   | 2–0 | —   | —   | 4–1 | —   | —   | —   | —   | —   | 2–0 | —   | 3–0 | —   | 1–1 | 3–0 | 4–0 | —   | 2–0 |
| Cantolao                  | —   | —   | —   | 1–2 | 1–1 | 1–0 | —   | —   | 3–2 | 3–1 | —   | —   | —   | —   | 2–2 | 0–1 | —   | —   | 0–0 |
| Carlos A. Mannucci        | —   | 2–2 | 0–1 | —   | 0–1 | 2–1 | 0–0 | —   | —   | —   | 1–1 | 0–1 | 0–0 | —   | —   | —   | 3–2 | —   | 0–2 |
| Carlos Stein              | —   | —   | 1–2 | —   | 2–2 | 2–3 | —   | 1–2 | —   | —   | 1–4 | 0–2 | 3–2 | 0–1 | —   | —   | 1–1 | —   | —   |
| Cienciano                 | —   | —   | 0–2 | 2–2 | —   | 1–1 | —   | 2–0 | 6–2 | —   | —   | 2–2 | —   | 0–1 | —   | 2–0 | —   | 1–0 | —   |
| Deportivo Municipal       | 1–0 | 0–1 | —   | —   | —   | —   | 1–0 | —   | —   | 0–0 | —   | —   | 2–2 | —   | 0–3 | —   | 2–1 | —   | 1–2 |
| Melgar                    | —   | 0–1 | —   | —   | 3–0 | 2–1 | 3–1 | —   | —   | —   | 6–2 | —   | 3–0 | 1–0 | 0–1 | —   | 2–1 | —   | 1–0 |
| Sport Boys                | 2–1 | 2–0 | —   | —   | —   | —   | 1–0 | —   | —   | 2–1 | —   | —   | —   | —   | 3–5 | 1–2 | 2–0 | 0–1 | 3–0 |
| Sport Huancayo            | 1–1 | —   | —   | 1–1 | 0–1 | 1–0 | 1–1 | 4–0 | —   | —   | 2–1 | —   | 3–1 | —   | —   | —   | 3–2 | —   | 4–0 |
| Sporting Cristal          | 4–2 | —   | 0–0 | 1–2 | —   | —   | —   | 4–0 | 3–2 | 4–1 | —   | —   | —   | 4–3 | —   | 0–0 | —   | 0–0 | —   |
| Universidad César Vallejo | 3–2 | —   | 3–2 | 0–1 | —   | —   | —   | 4–1 | 3–0 | —   | 1–1 | 3–2 | —   | 2–1 | —   | —   | —   | 1–0 | —   |
| Universidad San Martín    | —   | 1–0 | —   | —   | 3–3 | —   | 1–3 | —   | —   | 1–2 | —   | —   | —   | —   | 1–2 | 1–1 | —   | 0–4 | 1–5 |
| Universitario             | —   | —   | —   | 2–0 | 2–1 | 2–0 | 1–1 | 3–0 | 2–0 | —   | 0–1 | 1–1 | —   | 2–0 | —   | —   | —   | —   | —   |
| UTC                       | 2–2 | 2–1 | 1–1 | —   | 2–1 | —   | —   | —   | 4–0 | 2–1 | —   | —   | —   | —   | 0–2 | 4–0 | —   | 1–1 | —   |

## Classificação Geral
| Pos | Equipe                    | Pts | J  | V  | E  | D  | GP | GC | SG  | Classificação ou Rebaixamento                           |
| --- | ------------------------- | --- | -- | -- | -- | -- | -- | -- | --- | ------------------------------------------------------- |
| 1   | Sporting Cristal          | 79  | 36 | 23 | 10 | 3  | 74 | 37 | +37 | Segunda fase da Copa Libertadores de 2023               |
| 2   | Alianza Lima              | 77  | 36 | 23 | 6  | 7  | 59 | 26 | +33 | Play-offs e fase de grupos da Copa Libertadores de 2023 |
| 3   | Melgar                    | 74  | 36 | 23 | 5  | 8  | 54 | 29 | +25 | Play-offs e fase de grupos da Copa Libertadores de 2023 |
| 4   | Sport Huancayo            | 67  | 36 | 20 | 7  | 9  | 61 | 37 | +24 | Primeira fase da Copa Libertadores de 2023              |
| 5   | Universitario             | 61  | 36 | 17 | 10 | 9  | 50 | 29 | +21 | Primeira fase da Copa Sul-Americana de 2023             |
| 6   | Universidad César Vallejo | 63  | 36 | 18 | 9  | 9  | 50 | 39 | +11 | Primeira fase da Copa Sul-Americana de 2023             |
| 7   | Cienciano                 | 57  | 36 | 16 | 9  | 11 | 61 | 45 | +16 | Primeira fase da Copa Sul-Americana de 2023             |
| 8   | Binacional                | 57  | 36 | 18 | 3  | 15 | 52 | 38 | +14 | Primeira fase da Copa Sul-Americana de 2023             |
| 9   | Alianza Atlético          | 57  | 36 | 17 | 6  | 13 | 49 | 48 | +1  |                                                         |
| 10  | Atlético Grau             | 55  | 36 | 15 | 10 | 11 | 50 | 42 | +8  |                                                         |
| 11  | UTC                       | 48  | 36 | 14 | 6  | 16 | 57 | 56 | +1  |                                                         |
| 12  | Deportivo Municipal       | 41  | 36 | 12 | 9  | 15 | 50 | 65 | −15 |                                                         |
| 13  | ADT                       | 40  | 36 | 9  | 13 | 14 | 39 | 49 | −10 |                                                         |
| 14  | Cantolao                  | 34  | 36 | 8  | 10 | 18 | 37 | 54 | −17 |                                                         |
| 15  | Carlos A. Mannucci        | 33  | 36 | 8  | 9  | 19 | 32 | 55 | −23 |                                                         |
| 16  | Sport Boys                | 32  | 36 | 11 | 6  | 19 | 40 | 63 | −23 | Rebaixo por resolução                                   |
| 17  | Ayacucho                  | 27  | 36 | 6  | 8  | 22 | 41 | 60 | −19 | Repescagem de permanência                               |
| 18  | Universidad San Martín    | 21  | 36 | 5  | 6  | 25 | 38 | 84 | −46 | Rebaixados para a Liga 2 de 2023                        |
| 19  | Carlos Stein              | 18  | 36 | 4  | 8  | 24 | 36 | 74 | −38 | Rebaixados para a Liga 2 de 2023                        |

1. ↑  Alianza Lima obteve uma bonificação de dois pontos (+2) por ser o campeão do Torneo de Promoción y Reserva de 2022.
2. ↑  Redução de três pontos (-3) de Universidad César Vallejo
3. ↑  Redução de quatro pontos (-4) do Deportivo Municipal
4. ↑  Redução de sete pontos (-7) do Sport Boys
5. ↑  Ayacucho FC obteve uma bonificação de um ponto (+1) por ser o vice-campeão do Torneo de Promoción y Reserva de 2022.
6. ↑  Redução de dois pontos (-2) de Carlos Stein

#### Desempenho por rodada
Clubes que lideraram cada grupo ao final de cada rodada:
|          | 1ª  | 2ª  | 3ª  | 4ª  | 5ª  | 6ª  | 7ª  | 8ª  | 9ª  | 10ª | 11ª | 12ª | 13ª | 14ª | 15ª | 16ª | 17ª | 18ª | 19ª |
| Apertura | UNI | UNI | HUA | HUA | AAS | AAS | MUN | BIN | MUN | CIE | HUA | AAS | HUA | MEL | MEL | MEL | MEL | MEL | MEL |

|          | 20ª | 21ª | 22ª | 23ª | 24ª | 25ª | 26ª | 27ª | 28ª | 29ª | 30ª | 31ª | 32ª | 33ª | 34ª | 35ª | 36ª | 37ª | 38ª |
| Clausura | SPC | MEL | SPC | MEL | MEL | MEL | MEL | MEL | SPC | SPC | SPC | SPC | SPC | SPC | SPC | SPC | MEL | SPC | SPC |

## Play-off Final
Os play-offs são a última etapa do campeonato. Participarão os ganhadores dos dois torneios e os dois primeiros colocados da Tabela Acumulada, em eliminatórias de ida e volta. Caso um ganhador dos torneios curtos também estiver entre os melhores colocados da tabela acumulada, ele passa diretamente para a final. Se os dois ganhadores dos torneios forem os dois melhores da tabela, esses jogam diretamente a final e, se um time ganhar ambos torneios, já será declarado campeão do torneio automaticamente.
|  | Semifinais       | Semifinais | Semifinais | Semifinais |   |              | Final | Final | Final | Final |
|  |                  |            |            |            |   |              |       |       |       |       |
|  | Alianza Lima     | -          | -          | -          |   |              |       |       |       |       |
|  | -                | -          | -          | -          |   |              |       |       |       |       |
|  | -                | -          | -          | -          |   | Alianza Lima | 0     | 2     | 2     |       |
|  |                  |            |            |            |   | Alianza Lima | 0     | 2     | 2     |       |
|  |                  | Melgar     | 1          | 0          | 1 |              |       |       |       |       |
|  | Melgar           | Melgar     | 1          | 0          | 1 | 2            | 2     | 4     |       |       |
|  | Melgar           |            |            |            |   | 2            | 2     | 4     |       |       |
|  | Sporting Cristal | 0          | 0          | 0          |   |              |       |       |       |       |

## Premiação
| Campeonato Peruano de Futebol de 2022 Liga 1 Betsson |
| ---------------------------------------------------- |
| Alianza Lima Campeão (25.º título)                   |

## Repescagem de Permanência
Os times Ayacucho (17º na tabela geral da Primeria Divisão) e Unión Comercio (vice-campeão da Segunda Divisão) se enfrentaram no play-off de permanência para decidir qual time participaria da elite do futebol peruano em 2023.
| 6 de novembro | Unión Comercio                  | 3 – 0  | Ayacucho | Estadio Carlos Vidaurre García, Tarapoto |  |
| 13:00 (UTC−5) | Medrano 49, 65' · Sánchez 90+3' | Súmula |          | Árbitro: Joel Alarcón                    |  |

| 13 de novembro | Ayacucho           | 2 – 1  | Unión Comercio | Estádio Ciudad de Cumaná, Aiacucho |  |
| 00:00 (UTC−5)  | Regalado 45+4, 72' | Súmula | 12' Zeta       |                                    |  |

Unión Comercio venceu por 4–2 no agregado e foi promovido para a Liga 1. Ayacucho foi rebaixado para a Liga 2.